# Sean McComb
Sean Joseph McComb (* 14. August 1992 in Antrim) ist ein irischer Boxer im Halbweltergewicht.

## Amateurkarriere
McComb wurde 2015 Irischer Meister im Leichtgewicht und gewann eine Bronzemedaille bei den Europaspielen 2015 in Baku. Bei der Weltmeisterschaft 2015 in Doha schied er im Achtelfinale gegen Albert Selimow aus.
Bei der Europameisterschaft 2017 unterlag er im Viertelfinale knapp mit 2:3 gegen Luke McCormack und im Achtelfinale der Weltmeisterschaft 2017 in Hamburg gegen Andy Cruz Gómez.

## Profikarriere
Sean McComb gewann sein Profidebüt am 18. August 2018 vorzeitig gegen Reynaldo Mora. Nach 11 Siegen in Folge verlor er im Februar 2021 gegen den Briten Gavin Gwynne. Nach drei weiteren Siegen gewann er am 10. Dezember 2022 gegen den Slowaken Zsolt Osadan den WBO-Europameistertitel im Halbweltergewicht, den er gegen die Briten Kaisee Benjamin und Sam Maxwell verteidigen konnte.
Beim Kampf um den WBO-Intercontinental-Titel verlor er am 20. April 2024 nach Punkten gegen den US-Amerikaner Arnold Barboza.